# Tupsy Clement
Pour les articles homonymes, voir Clement.
Martha Caroline "Tupsy" Clement, née Jebe (Trondheim, 1871-Copenhague, 1959) est une peintre norvégienne. Ses paysages les plus notables ont été peints à Skagen où elle passa tous les étés de 1908 à 1920 avec son mari le peintre danois G.F. Clement.

## Biographie
Née Trondheim, Clement était la fille du Major Hakon Jebe et d'Hedvig Klingenberg. Elle étudia avec Hans Heyerdahl à Oslo (1896) et avec Christoph Roth à Munich (1898–1899) avant de continuer ses études à Paris. Elle les termina en Italie en 1905.
Tupsy Clement avait déjà une vaste expérience artistique avant de rencontrer G.F. Clement. Le couple se maria à Rome en 1902 et s'installèrent ensuite au Danemark.
En plus de portraits Tupsy peignait des fleurs, des extérieurs et des paysages. Ses meilleurs tableaux sont ceux qu’elle peignit à Skagen où elle passa tous les étés de 1908 à 1920 avec son mari, souvent en compagnie de Laurits Tuxen et de Viggo Johansen. Son tableau Deux filles jouant sur la plage de Skagen appartint pendant un moment à Christian X de Danemark qui passa ses étés à Klitgaarden à Skagen. Plusieurs de ses tableaux montrent l'influence de son mari mais sa représentation de la lumière du soleil dans ses paysages semble avoir été inspirée par Theodor Philipsen.
À partir de 1920 le couple passa la plupart de ses étés en Italie.
G.F. Clement mourut en 1933 et Tupsy en 1959. Ils n'eurent pas d'enfant.